# Perdiendo el este
Série
Perdiendo el Norte
(2015)
Pour plus de détails, voir Fiche technique et Distribution.
Perdiendo el este est un film comique espagnol réalisé par Paco Caballero et produit par Warner Bros Spain, Atresmedia Cine, Acosta Producciones et Aporte Producciones sorti le 15 février 2019. Il s'agit d'une suite directe du film On marche sur la tête (Perdiendo el Norte) de 2015 qui se déroule dans la ville chinoise de Hong Kong. Le film met en scène les acteurs Javier Cámara, Fele Martínez, Carmen Machi, Malena Alterio, Julián López, Miki Esparbé et Leo Harlem et raconte l'histoire de Braulio, un jeune étudiant universitaire qui déménage de Berlin avec ses amis à Hong Kong, une ville en plein essor, pour obtenir un emploi à l'Université de Hong Kong où, ayant des difficultés à parler chinois et sa carte étant sur le point d'expirer, il cherchera un moyen de rester dans le pays.

## Synopsis
Le film est une comédie qui se déroule en Chine. Ce pays exotique à la culture millénaire, devenu un pays moderne et prospère, s'est transformé en une nouvelle grande ville où tout est possible. C'est pourquoi des milliers de jeunes du monde entier décident de faire leurs valises et de se rendre dans ce pays, prêts à conquérir l'Extrême-Orient. Braulio (Julián López), après ses mésaventures à Berlin, déménage à Hong Kong avec Rafa (Miki Esparbé) et Hakan (Younes Bachir) à la recherche de nouvelles opportunités. Cependant, il n'est pas facile de réussir dans un pays où la langue, la culture et les coutumes sont très différentes de celles de l'Europe. Le film raconte les nouvelles aventures d'une génération perdue en quête de fortune dans le grand pays asiatique. Mais, dans leur quête, les trois membres se retrouveront plus perdus que jamais. Pour Braulio, son expérience en Chine sera une épreuve jusqu'à ce que Xiao (Chacha Huang), une fille différente et moderne avec des attentes pour l'avenir, entre dans sa vie par hasard. Tous deux se soutiendront mutuellement pour atteindre leurs objectifs : la jeune femme se servira de lui pour effrayer les prétendants que recherche son père, tandis qu'il essaiera de l'épouser pour obtenir le statut de résident. L'amour les surprendra et quelque chose changera dans leur vie.

## Distribution
| Interprète        | Personnage           |
| ----------------- | -------------------- |
| Javier Cámara     | Próspero Cifuentes   |
| Fele Martínez     | Fonseca              |
| Carmen Machi      | Benigna Marín        |
| Malena Alterio    | Marisol              |
| Julián López      | Braulio Huete Jimeno |
| Miki Esparbé      | Rafa                 |
| Leo Harlem        | Emilio Huete         |
| Younes Bachir     | Hakan Akman          |
| Edu Soto          | Curro                |
| Silvia Alonso     | Raquel               |
| Tom So            | Sr. Liu              |
| Chacha Huang      | Xiao                 |
| Marcos Zhang      | Ming                 |
| Malena Gutiérrez  | Vecina Milagros      |
| Mario Garcés      | Traumatólogo         |
| Gorka Aguinagalde |                      |

## Critiques
Jordi Costa, écrivain et critique culturel pour El País, dit que le résultat de la fusion des intrigues comiques et romantiques et le rôle principal de Julián López, cependant, le véritable talon d'Achille est l'humour visuel tourné avec une certaine réticence. Dans le journal El Mundo, Alberto Luchini écrit qu'il s'agit d'un clone de Perdiendo el norte où la comédie est basée sur les contrastes culturels et les confusions linguistiques. Beatriz Martínez Sordo, dans El Periódico de Catalunya, critique sévèrement la fatigue de la formule éculée dès sa conception ; elle ne reproche pas la distribution, mais seulement l'intrigue du film. Carlos Marañón critique également la saga dans Cinemanía, qui met l'accent sur le manque d'humour basé sur l'équivoque culturelle et le badinage verbal, en la comparant au film Fuga de cerebros (Fuite de cerveaux) par rapport à l'original.